# Chérie, j'ai rétréci le public
Chérie, j'ai rétréci le public, ou Honey, I Shrunk The Audience (parfois abrégé en HISTA) en anglais, était un spectacle cinématographique avec des séquences en 3D des parcs Disney. Il est fondé sur la série de films produits par Walt Disney Pictures et mettant en scène Rick Moranis dans Chérie, j'ai rétréci les gosses.
Au milieu des années 1990, cette attraction a remplacé dans tous les parcs Disney le film Captain Eo dont la star était Michael Jackson. En 2010, après le décès de Michael Jackson, l'attraction Captain Eo a été rouverte dans le parc Californien dès le mois de février puis en France (12 juin), au Japon (30 juin) et en Floride (2 juillet) officiellement pour une période temporaire.

## Le concept
L'attraction est l'enregistrement en public de la cérémonie décernant le prix annuel de l'« Inventeur de l'année » organisée par « L'institut Imagination » (« The Imagination Institute »). Le lauréat de l'année doit être le professeur Szalinsky pour sa machine à rétrécir et agrandir, « déjà tristement célèbre ».
Malheureusement le professeur va rétrécir le public qui devra affronter un chien (géant), un python (géant) parmi d'autres. Ce court métrage reprend la totalité de la distribution des deux premiers films de la saga et y ajoute Eric Idle en tant que président de l'Institut.
L'attraction se déroule dans une salle de cinéma prévue pour 620 personnes dont les sièges sont placés sur une plateforme avec, en dessous, un système de vérin hydraulique (de 17 tonnes) pour simuler des vibrations. Plusieurs effets sont ensuite utilisés dont celui de cinéma en 3D requérant des lunettes polarisantes, mais également de l'eau ou bien encore de l'air.
Cette attraction est la première de Disney à utiliser un système mécanique de la taille d'une salle de cinéma, mais aussi à disposer des effets spéciaux directement dans les sièges de la salle.

## Le film

### Fiche technique
- Titre original : Honey, I Shrunk the Audience
- Autres titres :
  -  France : Chérie, j'ai rétréci le public
  -  Japon : MicroAdventure
- Producteur : Thomas G. Smith
- Réalisateur : Randal Kleiser
- Scénario : Steve Spiegel
- Directeur de la photographie : Dean Cundey
- Effets spéciaux : Cobitt Design Inc.
- Production : Theme Park Productions
- Distribution : Walt Disney Attractions
- Durée : 23 min[3]
- Sortie :
  - Première mondiale : 21 novembre 1994[3],[4]
  - Japon : 15 avril 1997[3]
  - Californie : 22 mai 1998[3]
  - France : 28 mars 1999[3],[5]

### Distribution du film
- Eric Idle : Dr Nigel Channing
- Katherine LaNasa : Reporter Christy
- Rick Moranis :  Wayne Szalinski
- Robert Oliveri : Nick Szalinski
- Daniel et Joshua Shalikar : Adam Szalinski
- Marcia Strassman : Diane Szalinski

### L'histoire
Le spectateur s'installe dans la salle qui fera ensuite office de « tribune pour le public ».Un membre de la distribution informe que les lunettes sont en réalité des « protections contre d'éventuels débris volants ».
L'écran affiche un rideau orné du logo de l'Institut. En transparence on peut distinguer une agitation fébrile d'ouvriers finissant l'installation de la salle. Par accident, une machine envoie un laser qui traverse le rideau et provoque de la fumée dans la salle.
Christy, la présentatrice, demande à un assistant quand l'émission doit commencer, mais il manque le professeur Wayne Szalinski. Ce dernier apparaît alors miniaturisé et traversant la scène à bord d'un HoverPod, un système de véhicule monoplace volant avec hélice porteuse (sous la machine). Il décroche au passage le rideau séparant la salle de la scène. Szalinski présente son invention, vante les mérites de l'HoverPod contrôlé par télécommande, et ceux de la machine à rétrécir-agrandir. Il frôle les spectateurs qui reçoivent un souffle d'air. Malheureusement la commande lui échappe des mains et tombe de l'engin avant de se briser sur le sol. Son engin zigzague dans la pièce, perçant le rideau.
Christy lance l'émission malgré les protestations de l'assistant. Le logo constitué de néon s'allume et la présentatrice annonce le Dr Nigel Channing, président du Imagination Institute (joué par Eric Idle). Puis le rideau se lève. Channing descend la rampe située au fond de la scène tandis que les « spectateurs » l'applaudissent.
Après que le président a déclamé un petit discours sur la cérémonie et l'Institut, un logo et une inscription en néon rouge descendent du plafond. Elle indique "Inventor of the Year Award".
Channing débute alors son annonce du lauréat de cette année, mais Szalinski, toujours juché sur son HoverPod incontrôlable, le coupe plusieurs fois. L'HoverPod percute le logo ne laissant allumé que les lettres NERD puis le percute à nouveau brisant la vitre supportant le logo. Des morceaux de verre s'éparpillent alors sur la scène.
Pour sauver son émission, Channing propose de discuter avec la femme de Szalinski, Diane. Cette dernière demande à Nick, l'aîné des garçons de surveiller Adam (le bébé) puis à Quark (le chien) de l'aider à retrouver son "inventeur de maître". En raison du départ de Diane, Channing se tourne alors vers Nick et Adam. Il prend une de ses fiches pour se remémorer leurs noms. Nick tient sur ses épaules son animal de compagnie, Gigabyte, un python "qu'il ne voulait pas laisser dans la voiture" accompagné de Photon une souris blanche. Channing déclare que si le professeur Szalinski était présent, il montrerait son invention baptisée le Duplicateur Dimensionnel. Nick se propose pour la démonstration puis Channing et lui présente la machine. Adam entre-temps dépose Photon dans le compartiment de scannérisation et entre 999 comme nombre de copies.
La machine se lance et duplique la souris. Affolé Channing et le reste de l'équipe du plateau coupe l'électricité pour endiguer le flot de souris, mais le duplicateur étant auto-alimenté par une pile nucléaire, les souris se dirigent vers le public et on peut les sentir passer sous les pieds.
Nick propose alors d'utiliser la No Mess HoloPet une invention qui produit un hologramme d'un animal de compagnie. Il décide de créer un chat pour chasser les souris. Le chat n'étant pas assez méchant, il pousse la puissance de la machine. Le chat devient un lynx puis un lion. C'est à ce moment que revient Wayne Szalinski, miniaturisé sur son HoverPod. Un coup de rayon plus tard il est de taille normale. Les souris étant parties, l'ambiance est, elle aussi, redevenue normale.
Szalinski propose de faire une démonstration de sa machine élargissante-rétrécissante en réduisant les valises d'une famille prête à partir en vacances. Mais le rayon de la machine frappe le mur droit puis le gauche provoquant leur destruction dans un nuage de fumée. Le rayon pointe alors vers le public et le Dr Channing qui demande alors à l'assistance de mettre ses lunettes de protection. Nick bouscule le docteur, mais se fait miniaturiser en même temps que la salle dans une pluie d'éclairs.
Szalinski et des assistants courent vers le public faisant vibrer la salle. Nick déclare qu'il a égaré Gigabyte. Diane est alors prise d'un malaise et s'effondre sur le sol. Channing demande si elle n'a écrasé personne. Adam continue ses bêtises et prend le public en photo, avec un flash avant de soulever la salle et de l'agiter. Il repose au bout d'un moment le "cinéma". Gigabyte s'approche à son tour. Nick précise alors qu'il n'a pas nourri son python. Quark sauve alors tout le monde, renifle le public puis court après le serpent.
Szalinski a enfin réparé la machine et un rayon plus tard la salle est revenue à la normale. C'est à ce moment que Nick précise qu'il y a encore un énorme problème, Quark a été agrandi. Le rideau est descendu pour cacher le chien, mais il passe la tête entre les pans du rideau pour éternuer sur le public. Le second rideau se ferme alors, comme un mur de protection, c'est la fin du film.

### Les effets spéciaux
Une grande partie des effets spéciaux sont basés sur les fauteuils de la salle.
1. ↑  . Le souffle du rotor provient de l'orifice situé sur le fauteuil devant celui du spectateur. Un jet d'air sous pression est projeté vers le visage du spectateur.
2. ↑  Les souris sont un système de barres en plastique souples situées sous le fauteuil et agitées par souffle d'air comprimé.
3. ↑  L'hologramme est une projection de type laser à travers la salle. En se retournant, il est possible de voir que le rayon provient d'une autre fenêtre distincte de celle de projection.
4. ↑  Les lunettes polarisantes permettent de reconstituer en relief deux images projetées avec un léger décalage. C'est l'un des principes de base du cinéma en relief.
5. 1 2  Les mouvements de la salle sont dus à la construction d'une partie de la salle sur des vérins. En étudiant le sol autour des fauteuils on peut remarquer qu'un espace sert de "joint de dilation" du moins permet la vibration de la salle.
6. ↑  L'éternuement du chien provient lui aussi de l'orifice situé sur le fauteuil devant celui du spectateur. Un jet d'air humide sous pression est projeté vers le visage du spectateur.

Les effets 1 et 6 ne sont pas disponibles pour la première rangée, souvent réservée aux personnes handicapées. L'effet 2 n'est lui aussi pas possible pour les personnes en fauteuils roulants. Ces limitations sont présentes pour des raisons de sécurité.

## Les différentes attractions
En dehors de la date d'ouverture et quelques autres faits mineurs les attractions sont identiques.
- Première ouverture : 24 novembre 1994
- Poids de la partie sur vérins : 17 tonnes

### Disneyland

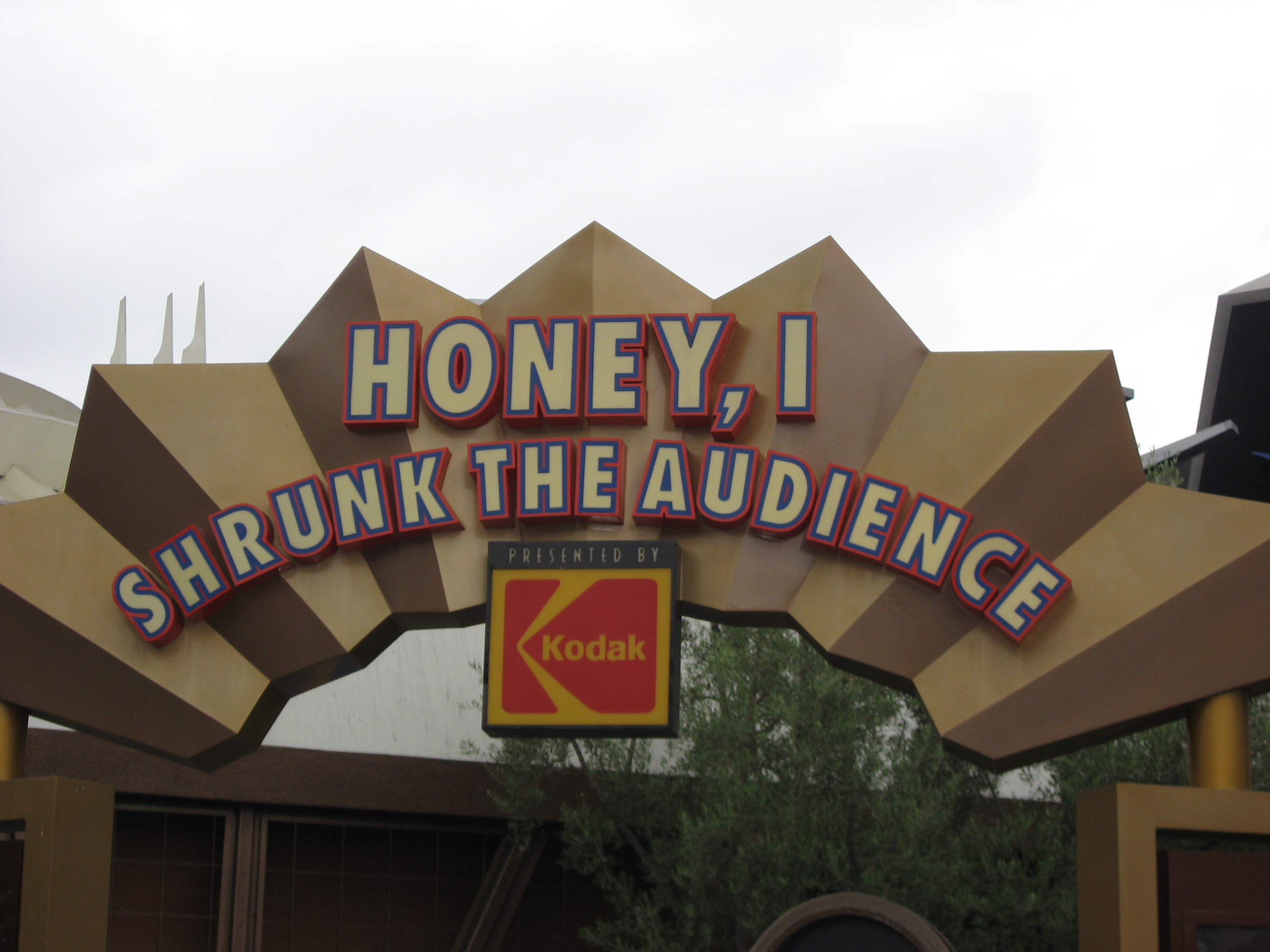
Enseigne de l'attraction à Disneyland en 2007.

L'attraction a ouvert à l'occasion du Nouveau Tomorrowland en 1998.
- Ouverture : 22 mai 1998
- Fermeture : 4 janvier 2010
- Partenaire : Kodak
- Type d'attraction: cinéma en relief avec effets spéciaux
- Situation: 33° 48′ 41″ N, 117° 55′ 02″ O
- Attractions précédentes :
  - Disneyland Flying Saucers (1961-1966)
  - Tomorrowland Stage (1966-1982)
  - Magic Journeys (1982-1986)
  - Captain Eo 18 septembre 1986 au 7 avril 1997
- Attractions suivantes :
  - Captain Eo : 23 février 2010

### EPCOT

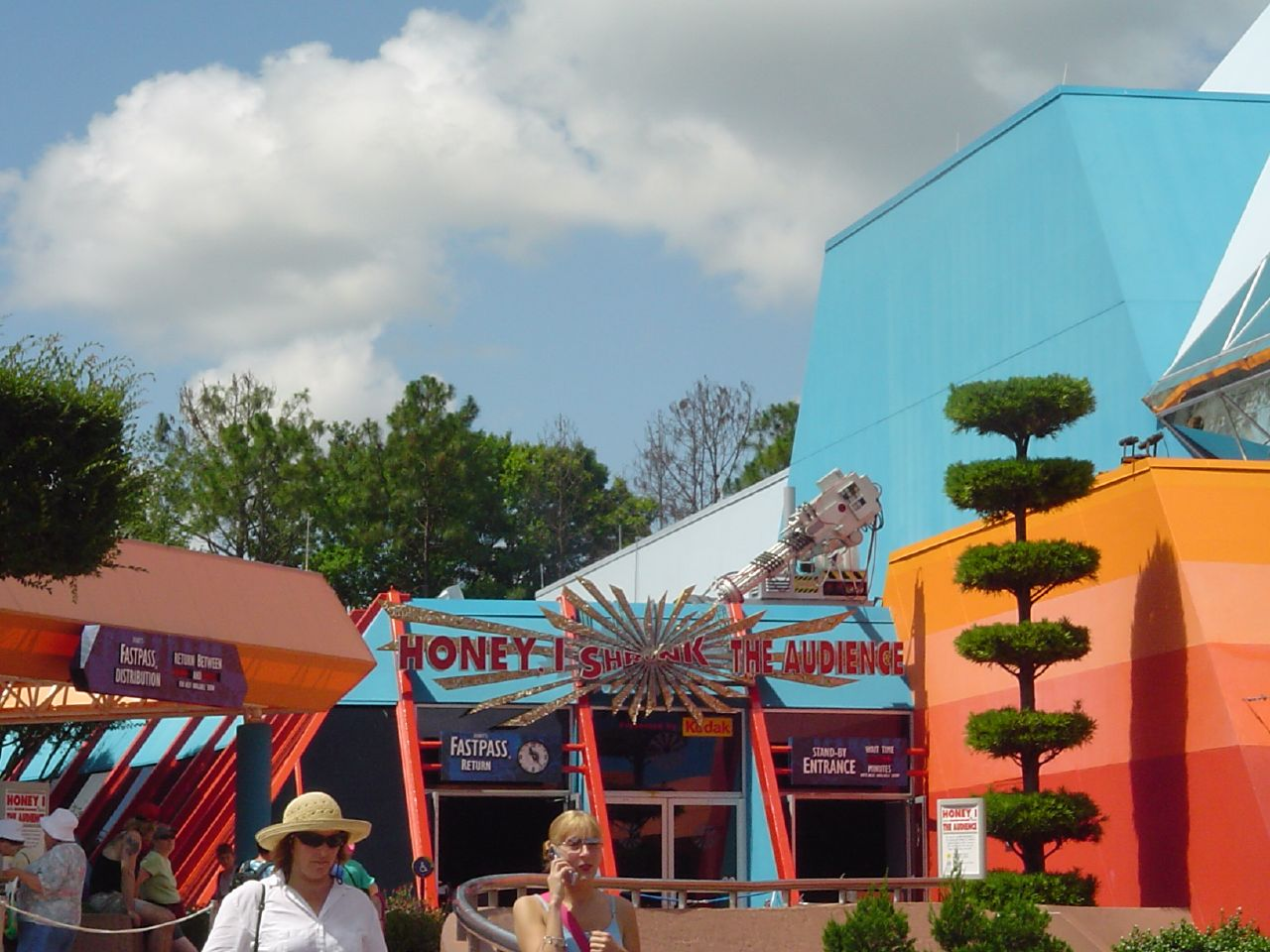
Entrée de Honey, I Shrunk The Audience à Epcot.

L'attraction a ouvert dans le théâtre latéral du pavillon Imagination! d'Epcot le 21 novembre 1994. C'est donc en Floride dans ce pavillon consacré à l'imagination et en partenariat avec Kodak qu'est née cette attraction. Le théâtre a été réduit à 570 places au lieu des 600 d'origine.
Cette attraction bénéficie du système FastPass
- Ouverture : 21 novembre 1994[4]
- Fermeture : 10 mai 2010
- Partenaire : Kodak[6]
- Type d'attraction : cinéma en relief avec effets spéciaux
- Situation : 28° 22′ 21″ N, 81° 33′ 03″ O
- Attractions précédentes :
  - Magic Journeys 1982 à 1986
  - Captain Eo 12 septembre 1986 au 6 juillet 1994
- Attractions suivantes :
  - Captain Eo : 2 juillet 2010

### Tokyo Disneyland
Afin d'être mieux compris par la population japonaise, l'attraction fut baptisée MicroAdventures, cela vient du fait que les films Chérie, j'ai rétréci les gosses (1989) et Chérie, j'ai agrandi le bébé (1992) n'ont pas été distribués au Japon et que les japonais ne connaissaient pas les protagonistes et le type d'aventure qu'ils ont vécu. Elle a ouvert le 15 avril 1997.
Cette attraction bénéficie du système FastPass
- Ouverture : 15 avril 1997[7],[8]
- Fermeture : 10 mai 2010
- Partenaire :  JCB
- Type d'attraction : cinéma en relief avec effets spéciaux
- Situation : 35° 37′ 57″ N, 139° 52′ 45″ E
- Attractions précédentes :
  - Eternal Sea 15 avril 1983 au 16 septembre 1984
  - Magic Journeys : 1984 à 1987
  - Captain Eo 20 mars 1987 à septembre 1996
- Attractions suivantes :
  - Captain Eo : 30 juin 2010

### Disneyland Paris
L'attraction a ouvert le 28 mars 1999 avec une salle de 695 places, (391 sièges normaux, 300 sièges équipés de casques et 4 emplacements fauteuils roulants). En avant spectacle, une projection d'un film en hommage à la photographie est diffusé aux spectateurs. Cela rappelle que le partenaire de l'attraction est Kodak.
- Ouverture : 28 mars 1999
- Fermeture : 3 mai 2010
- Partenaire : Kodak
- Type d'attraction : cinéma en relief avec effets spéciaux
- Bâtiment : Discoveryland Theatre
- Situation : 48° 52′ 28″ N, 2° 46′ 47″ E
- Attraction précédente :
  - Captain Eo du 12 avril 1992 au 17 août 1998
- Attraction suivante :
  - Captain Eo du 12 juin 2010 au 12 avril 2015